# Paul Fontaine (Archäologe)
Paul Fontaine (* 7. Juli 1954 in Ixelles/Elsene in der Hauptstadtregion Brüssel) ist ein belgischer Klassischer Archäologe.
Paul Fontaine studierte von 1972 bis 1978 Klassische Philologie, Archäologie und Kunstgeschichte an der Université catholique de Louvain (UCL). Bereits in dieser Zeit begann er 1976 mit Feldforschungen in Umbrien, die er bis 1989 fortsetzte. Seit 1978 ist er als Lehrer für Alte Sprachen tätig, seit 1984 an einem Lycée in Uccle/Ukkel.
Von 1979 bis 1982 nahm Fontaine an Ausgrabungen in Artena (Latium) in Italien teil. 1982/1983 erhielt er ein Forschungsstipendium des Fonds National de la Recherche Scientifique. 1988 wurde Fontaine mit einer Arbeit zum Thema Les enceintes des cités de l'Ombrie occidentale promoviert. In den Jahren 1991/92 war er für 6 Monate als Forschungsstipendiat der Alexander von Humboldt-Stiftung bei einem Forschungsprojekt zu etruskischen Befestigungsmauern tätig, das von Henner von Hesberg an der Universität zu Köln geleitet wurde. 1993 nahm er an Ausgrabungen in Apameia am Orontes teil, 2001–2002 in Castellina del Marangone in Latium.
Von 1992 bis 2003 lehrte Fontaine nebenamtlich Etruskologie und Italische Kulturen sowie römische Archäologie an der UCL. Seit 2005 ist er, ebenfalls im Nebenamt, Dozent für Alte Geschichte, Archäologie und Kunstgeschichte der Antike an den Facultés Universitaires Saint-Louis in Brüssel.
Von 1987 bis 1999 war Fontaine Redakteur, von 1999 bis 2003 directeur der Revue Belge de Philologie et d’Histoire, Section Antiquité. Seit 1980 ist er Mitglied des Institut Historique Belge de Rome, seit 2003 des Istituto Nazionale di Studi Etruschi ed Italici in Florenz.